# Saint-Mamert
Saint-Mamert è un comune francese di 65 abitanti situato nel dipartimento del Rodano della regione Alvernia-Rodano-Alpi.

## Società

### Evoluzione demografica
Abitanti censiti